# زوران جورجویچ (کارگردان)
زوران جورجویچ (صربی: Zoran Đorđević؛ زادهٔ ۷ نوامبر ۱۹۶۲) کارگردان سینما و تئاتر، فیلم‌نامه‌نویس، عکاس و تهیه‌کننده فیلم اهل صربستان است. وی از سال ۱۹۸۷ میلادی تاکنون مشغول فعالیت بوده‌است.
از نیمه دوم دهه ۱۹۹۰، جورجویچ بیشتر در برزیل زندگی و کار می‌کرد، جایی که فیلم‌های او به‌طور مرتب در جشنواره‌ها نمایش داده می‌شد.